# Эта девушка (телесериал)
«Эта девушка» (англ. That Girl) — американский комедийный телесериал, который транслировался на канале ABC с 8 сентября 1966 по 10 сентября 1971 года. Главную роль в шоу, рассказывающем о молодой девушке-актрисе, которая переезжает в Нью-Йорк чтобы стать звездой бродвея, исполнила Марло Томас. Концепция сериала была основана на личном опыте Марло Томас.
Шоу часто рассматривается как первый ситком в истории телевидения, который полностью был сосредоточен на жизни молодой и независимой женщины, и стартовал четырьмя годами ранее «Шоу Мэри Тайлер Мур», ставшем подлинным символом феминистской революции на телевидении. «Эта девушка» наравне с «Пейтон-Плейс» и «Шоу Патти Дьюк» был одним из наиболее успешных шоу ABC в шестидесятые, особенно среди молодых женщин. Сериал стал известен благодаря демонстрации женской независимости в мире, в котором и на работе и дома доминировали мужчины. Спустя десятилетия сериал остался узнаваем в популярной культуре и отсылки или пародии на него и в особенности стилистику вступительных титров, были в таких шоу как Saturday Night Live, «Симпсоны», «Гриффины», «Кларисса», «Друзья», «Розанна», «Няня» и «Дурнушка».
Сериал просуществовал пять сезонов и вплоть до финала имел высокие рейтинги, однако решение о его завершении приняла сама Марло Томас, которая была не только исполнительницей главной роли, но и продюсером. Томас заявила, что не собирается играть одного и того же персонажа вечность и именно из-за этого решила завершить шоу. В 1967 году Томас получила премию «Золотой глобус», а также за период трансляции четырежды номинировалась на «Эмми» за лучшую женскую роль в комедийном телесериале.